# Sgt. Stubby: An American Hero
Sgt. Stubby: An American Hero (bra: Sargento Stubby) é um filme de animação estadunidense-irlando-franco-canadense, dirigido por Richard Lanni, lançado em 2018. Este filme é baseado na história de Stubby, o cão de guerra mais condecorado da Primeira Guerra Mundial.

## Sinopse
Sargento Stubby, era um cão de rua que foi adotado por um soldado enquanto treinava para a Primeira Guerra Mundial. Por suas ações valorosas e relações duradouras que forjou com seus irmãos-de-guerra nas trincheiras, ele é reconhecido como o cão mais condecorado da história americana.

## Elenco
- Logan Lerman como Robert Conroy
- Helena Bonham Carter como Margaret Conroy
- Gérard Depardieu como Gaston Baptiste
- Jim Pharr como Hans Schroeder
- Jordan Beck como Elmer Olsen
- Jim Pharr como Hans Schroeder
- Jason Ezzell como Sgt. Ray Casburn
- Nicholas Rulon como George S. Patton
- Jason Ezzell como Sgt. Ray Casburn

## Recepção
No site agregador de críticas Rotten Tomatoes, o filme possui uma taxa de aprovação de 89%, com base em 45 críticas e uma classificação média de 6,83 / 10. O consenso crítico do site diz: "Sgt. Stubby: An American Hero abre uma janela animada e animada para a história com o conto surpreendentemente verdadeiro - e comovente - de um veterano de combate canino distinto".